# Мелантий
Мелантий (на старогръцки: Μελάνθιος) е древногръцки художник от IV век пр.н.е., представител на Сикионското художествено училище и ученик на Памфил. Роден е в Сикион. Вдъхновена от творбите на Мелантий е мозайката „Лов на елен“, която се съхранява в Пелския археологически музей.